# Sergente Stubby
Sergente Stubby (1916 - 16 marzo 1926) è stato un cane che ha prestato servizio nell'esercito statunitense durante la prima guerra mondiale.
Fu il cane da guerra più decorato e l'unico a essere stato promosso al rango di sergente dell'esercito statunitense per meriti in combattimento, come riportato anche dalla Smithsonian Institution. Fu la mascotte ufficiale del 102nd Infantry Regiment, assegnato alla 26th (Yankee) Division. Stubby prestò servizio per 18 mesi e prese parte a diciassette battaglie sul Fronte occidentale. Ebbe il merito di salvare il suo reggimento da una serie di attacchi a sorpresa con gas asfissiante, venendo ferito diverse volte e catturando persino un prigioniero tedesco sino all'arrivo di un soldato americano. Al suo ritorno in patria divenne una celebrità anche per la pubblicità mediatica che gli venne fatta.

## Biografia

### I primi anni
Stubby venne descritto dai contemporanei come un bull terrier o un Boston bull terrier. Secondo la studiosa Ann Bausum, era di pedigree incerto ma con tutta probabilità le macchie del suo pelo indicavano la presenza di un Boston terrier nella sua famiglia. Stubby venne trovato presso il campus dell'Università di Yale a New Haven, nel Connecticut nel luglio del 1917 da alcuni membri del 102º fanteria mentre erano in allenamento. Il cane si affezionò a quello che poi divenne il suo padrone, il caporale Robert Conroy. Quando Conroy venne chiamato alle armi pensò di portare con sé il suo cane che venne accettato dall'ufficiale di comando quando, alla parata ufficiale, anche il cane salutò il comandante come aveva appreso fare col suo padrone.

### Servizio militare

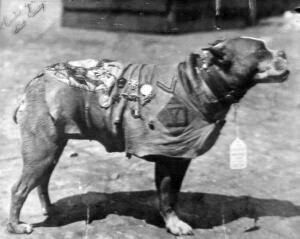
Il Sergente Stubby con la sua giacca e le sue decorazioni di servizio

Stubby prestò servizio col 102nd Infantry Regiment nelle trincee della Francia per 18 mesi e prese parte a 4 offensive e 17 battaglie. Il suo battesimo del fuoco lo ebbe il 5 febbraio 1918 a Chemin des Dames, a nord di Soissons, e rimase sotto costante fuoco nemico per un mese intero, giorno e notte. Nell'aprile del 1918, durante un raid per prendere Schieprey, Stubby venne ferito alle zampe posteriori da una granata a mano lanciata dai tedeschi in ritirata. Messo in convalescenza e rimessosi dopo poco, Stubby tornò fra le trincee dopo essersi guadagnato due distintivi da ferito di guerra.
Dopo aver subito una breve e non grave intossicazione da gas, Stubby imparò come avvisare i suoi commilitoni degli attacchi con gas asfissiante grazie al suo olfatto. Quando si trovava nell'Argonne avvertì la presenza di una spia tedesca che si era infiltrata nel suo campo e le morse la gamba permettendone la cattura. Questo gesto gli consentì di ottenere dal comandante del 102° il rango di sergente. La promozione di Stubby o addirittura la sua reale appartenenza all'esercito come membro ufficiale sono materia di disputa. Durante la presa di Château-Thierry da parte degli statunitensi, le donne della città realizzarono per Stubby un giubbottino dove poter appendere le sue numerose decorazioni conseguite. Venne nuovamente ferito al petto e a una zampa da una granata. Alla fine della guerra, Robert Conroy lo pose a riposo.

### Dopo la guerra

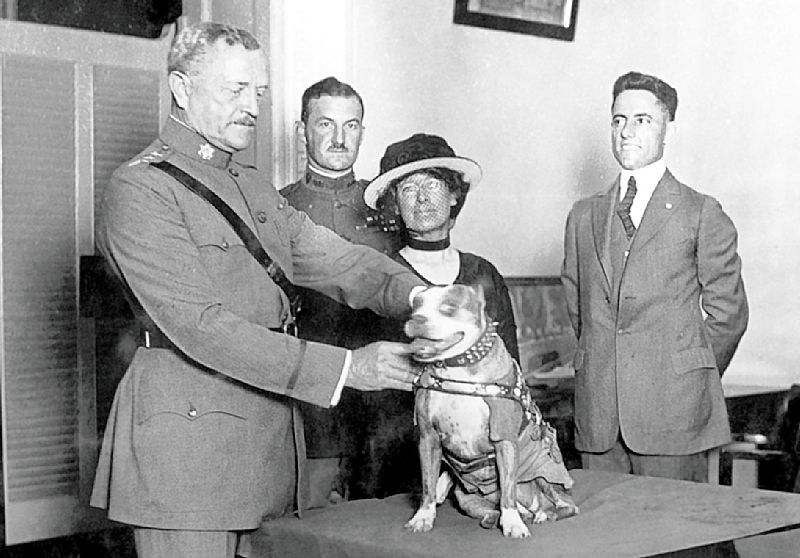
Il generale John Pershing premia il sergente Stubby

Tornato a casa, Stubby divenne una celebrità e presenziò a tutte le parate del suo reggimento. Incontrò i presidenti Thomas Woodrow Wilson, Calvin Coolidge e Warren Gamaliel Harding. Nel 1921 il generale John Pershing lo decorò della medaglia d'oro della Humane Education Society, la cui consegna fu oggetto di una nota fotografia.
A partire dal 1921, frequentò il Georgetown University Law Center con Conroy, incontrando così anche la mascotte dei Georgetown Hoyas, Jack the Bulldog.
Stubby morì di morte naturale nel sonno il 16 marzo 1926. Dopo la sua morte, il suo corpo venne imbalsamato.
Nel 2018 è uscito il film d'animazione Sgt. Stubby: An American Hero che si ispira alla vita del celebre animale.